# 마적 (영화)
"마적"(馬賊)은 한국에서 제작된 신상옥 감독의 1967년 영화이다. 신영균 등이 주연으로 출연하였고 지우성 등이 제작에 참여하였다.

## 출연

### 주연
- 신영균
- 박노식

## 기타
- 조명: 김대진
- 미술: 정우택